# ساوري سيتو
ساوري سيتو (باليابانية: 世戸 さおり) مواليد 03 سبتمبر 1982 في سايتاما، اليابان، هي مؤدية أصوات يابانية.

## الأعمال

### أنمي
- فايري تايل

### أوفا
- فايري تايل

### دبلجة
- غرباء في السندرة
- كامب روك
- معسكر الروك2:الحفل الختامي
- الوجهة النهائية 4
- البالغون
- البالغون 2
- الحقد 2
- هيروز
- المخادع
- نمبرز
- الهمج
- صوني ويذ أه تشانس
- إخوة غير أشقاء
- نقطة أفضلية

## وصلات خارجية
- ساوري سيتو على موقع IMDb (الإنجليزية)
- ساوري سيتو على موقع ميوزك برينز (الإنجليزية)
- ساوري سيتو على موقع ديسكوغز (الإنجليزية)
- ساوري سيتو على موقع قاعدة بيانات الفيلم (الإنجليزية)
- ساوري سيتو على موقع كينوبويسك (الروسية)
- ساوري سيتو على موقع ANN person (الإنجليزية)